# Pierre Taittinger

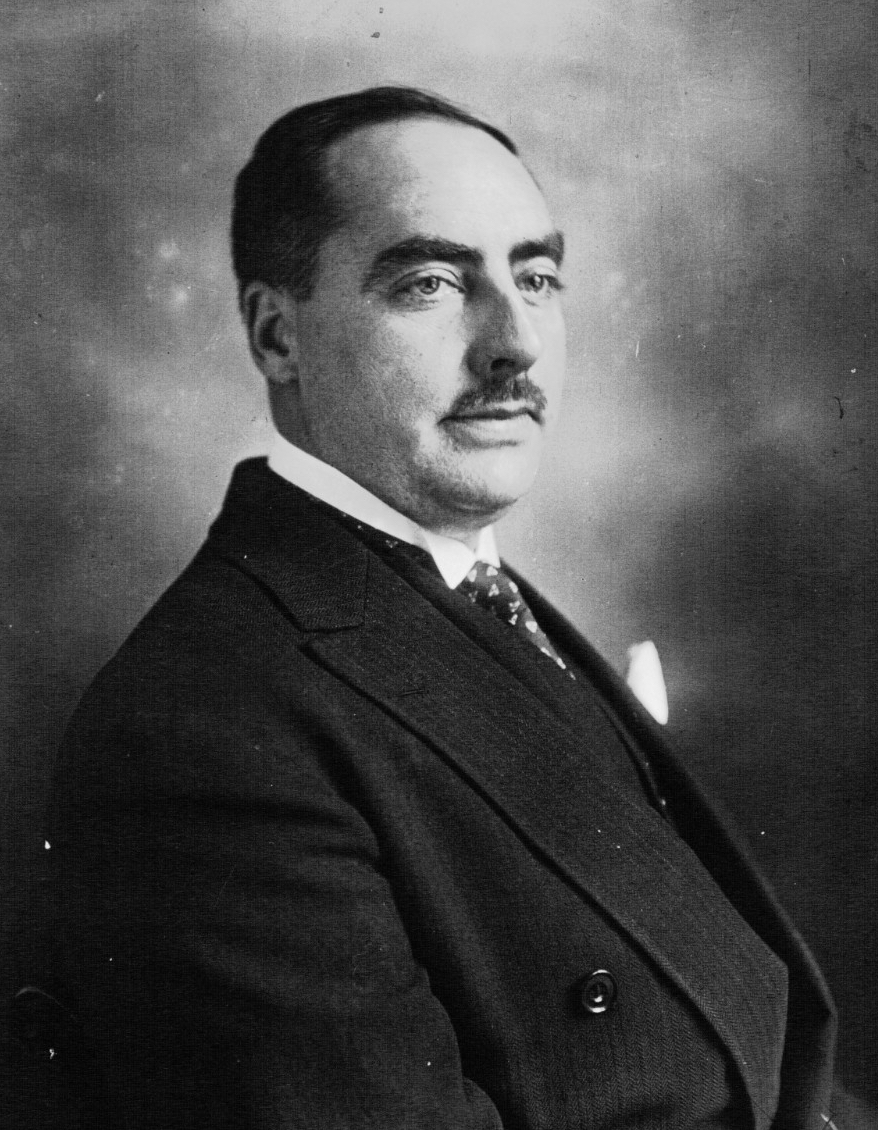
Pierre Taittinger (1929)

Pierre Charles Taittinger (* 4. Oktober 1887 in Paris; † 22. Januar 1965 in Paris) war ein französischer Unternehmer und Politiker. Er war von 1919 bis 1940 Mitglied der Abgeordnetenkammer und von 1924 bis 1936 Anführer der rechtsextremen Jeunesses patriotes, dann bis 1940 der Parti républicain national et social (PRNS). Er übernahm 1931 das Champagnerhaus Forest et Fourneaux, das seither den Namen Taittinger trägt und das er bis 1945 führte. Während der deutschen Besatzung war Taittinger 1943/44 Vorsitzender des Gemeinderats von Paris.

## Herkunft und Beginn der Geschäftskarriere
Die Familie Taittinger stammt aus Österreich und hatte sich um 1640 in Lothringen niedergelassen. Der Vater Pierre Alexandre Taittinger war nach dem Deutsch-Französischen Krieg 1871 nach Paris übersiedelt, um Franzose bleiben zu können. Er war Ingenieur, beigeordneter Bürgermeister von Saint-Denis und Mitglied des Verwaltungsrates der dortigen Schmieden- und Werkstätten-Gesellschaft. Die Mutter Caroline Testut war eine Erbin des Waagen- und Messgeräte-Unternehmens Testut.
Zusammen mit seinem Schwager Jean Burnouf trat Taittinger 1912 in den Handel mit Champagner ein. Im Ersten Weltkrieg diente er in der Kavallerie, stieg bis zum Hauptmann auf und wurde als Ritter der Ehrenlegion ausgezeichnet. Während des Kriegs war er in der Champagne stationiert, wo er das Château de la Marquetterie kennenlernte, das er später zum Sitz seines Champagnerhauses machte. Er heiratete 1917 Gabrielle Guillet, deren Vater die Cognac-Brennerei Rouyer Guillet gehörte. 1931 wurde Taittinger Mehrheitsgesellschafter der traditionsreichen Champagnerkellerei Forest & Fourneaux in Reims, im Jahr darauf kaufte er das Château de la Marquetterie bei Épernay.

## Politische Karriere
Taittinger war zunächst Anhänger des Bonapartismus und des nationalistischen Schriftstellers Maurice Barrès, er schloss sich 1907 der Ligue des patriotes an. Als Kandidat der Bonapartisten trat er bei der Parlamentswahl 1914 an, blieb jedoch erfolglos. Mit Unterstützung seines vermögenden Schwiegervaters, der ihm den Wahlkampf finanzierte, wurde Taittinger jedoch 1919 auf der Liste des Bloc national als Abgeordneter des westfranzösischen Départements Charente-Inférieure in die Nationalversammlung gewählt. Er saß zunächst in der Mitte-rechts-Fraktion Action républicaine et sociale. Parallel war er von 1919 bis 1937 ehrenamtlicher Bürgermeister der kleinen Gemeinde Saint-Georges-des-Coteaux. Ab 1924 vertrat er in der Nationalversammlung das Département Seine (in dem Paris lag) und wechselte in die Fraktion Union républicaine et démocratique, die der konservativen Fédération républicaine nahestand.

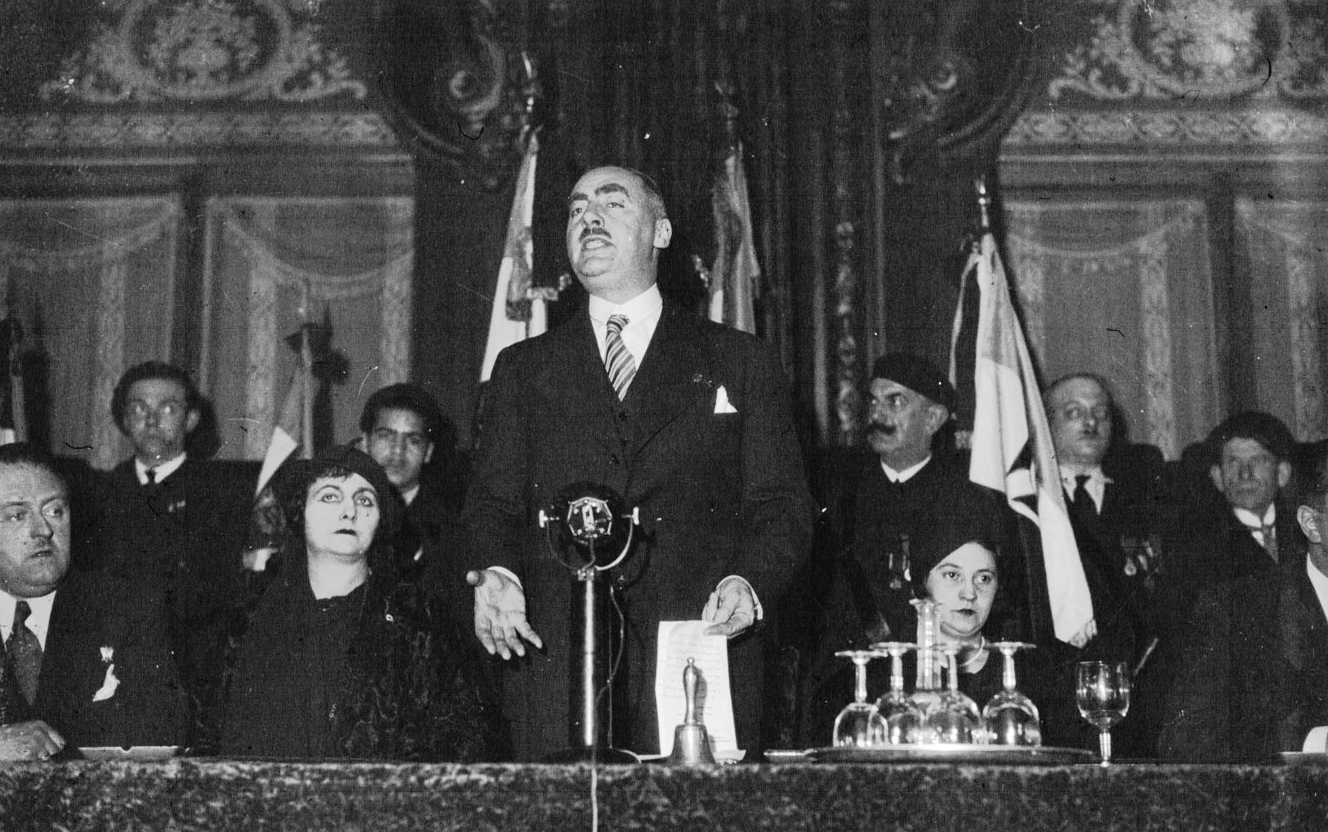
Taittinger als Führer der Jeunesses patriotes bei einer Versammlung im Pariser Salle Wagram, 1936

Im Dezember 1924 rief er die rechtsextreme Bewegung der Jeunesses patriotes („patriotische Jugend“) ins Leben, die zunächst als militante Jugendorganisation und „Ordnerdienst“ der Ligue des patriotes diente, 1926 aber eine von der Ligue unabhängige Organisation wurde. Sie richteten sich gegen Kommunisten und die Mitte-links-Regierung des Cartel des gauches (unter Édouard Herriot und Aristide Briand). Als 1928 wieder eine Mitte-rechts-Regierung (unter Raymond Poincaré) an die Macht kam, die Taittinger unterstützte, verloren die Jeunesses patriotes an Bedeutung. Er wurde danach noch dreimal als Abgeordneter wiedergewählt. Aufgrund des Verbots paramilitärischer Milizen wandelte Taittinger die Jeunesses patriotes 1935 in eine Partei namens Parti national populaire um. Diese wurde im Juni 1936 (wie das Croix de Feu und die Parti Franciste) von der linken Regierung Léon Blums verboten. Als Ersatzorganisation gründete Taittinger daraufhin die Parti républicain national et social (PRNS). Als Vertreter des Quartier de la Place Vendôme wurde er 1936 in den Gemeinderat von Paris gewählt.
Taittinger startete schon 1938 die Kampagne „Wir brauchen Pétain“ und unterstützte nach der militärischen Niederlage Frankreichs 1940 die Selbstentmachtung des Parlaments und das autoritäre Regime des Marschalls. Von Mai 1943 bis zur Befreiung im August 1944 war er Vorsitzender des Gemeinderats von Paris, das damals unter deutscher Besetzung stand. In dieser Funktion bat Taittinger nach eigenen Angaben den deutschen Befehlshaber General von Choltitz, die Stadt – entgegen der Anweisung Adolf Hitlers – nicht zu zerstören. Die meisten Historiker bezweifeln jedoch diese Darstellung.

## Nach 1945
Für sein Buch « … Et Paris ne fut pas détruit » erhielt Taittinger 1958 den Prix Broquette-Gonin der Académie française. Von 1953 bis zu seinem Tod 1965 war er erneut Bürgermeister von Saint-Georges-des-Coteaux. 1953 wurde er in den Verwaltungsrat der Groupe du Louvre und zwei Jahre später auf Betreiben der Banque Worms zu deren Präsidenten ernannt. Später wurde er auch Mehrheitsaktionär dieser Unternehmensgruppe, zu der die Pariser Luxushotels Hôtel du Louvre, Crillon und Lutetia sowie das Kaufhaus Grands Magasins du Louvre gehörten.
Unter Taittingers acht Kindern (fünf aus erster und drei aus zweiter Ehe) sind der Bankier und Manager Guy Taittinger (1918–1978; geschäftsführender Gesellschafter der Banque Worms und Präsident der Groupe du Louvre), der Politiker Jean Taittinger (1923–2012; Bürgermeister von Reims und Justizminister von Frankreich, UDR), der Unternehmer und Politiker Pierre-Christian Taittinger (1926–2009; Senator und Bezirksbürgermeister in Paris, UDR/PR/UMP) und Claude Taittinger (1927–2002; langjähriger Leiter des Champagnerhauses). Durch seine Tochter Colette war Pierre Taittinger außerdem der Großvater des Total-Managers Christophe de Margerie (1951–2014).